# Jerzy Wilkin
Jerzy Wilkin (ur. 25 maja 1947 w Lwówku Śląskim, zm. 10 stycznia 2023 w Nowych Raciborach) – polski ekonomista, profesor nauk ekonomicznych, dziekan Wydziału Nauk Ekonomicznych Uniwersytetu Warszawskiego (1996–1999), członek rzeczywisty Polskiej Akademii Nauk.

## Życiorys, działalność naukowa

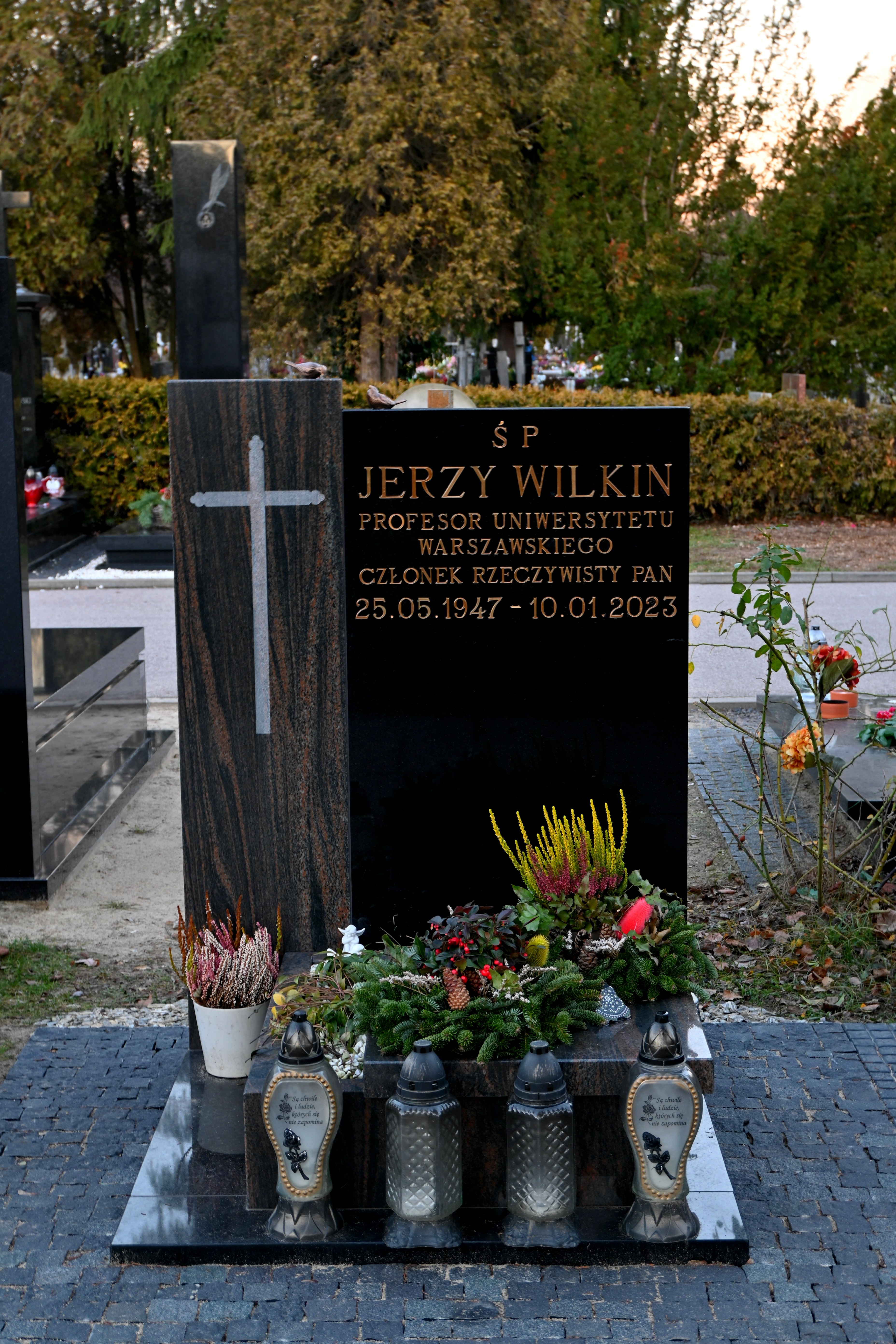
Grób prof. Jerzego Wilkina na Cmentarzu Wojskowym na Powązkach w Warszawie

W 1970 ukończył studia ekonomiczne na Wydziale Nauk Ekonomicznych Uniwersytetu Warszawskiego. Na tej samej uczelni uzyskiwał stopnie naukowe doktora (1976, na podstawie pracy pt. Tworzenie i podział dochodów ludności rolniczej w Polsce) i doktora habilitowanego (1985, w oparciu o dorobek naukowy oraz rozprawę zatytułowaną Współczesna kwestia agrarna). W 1994 otrzymał tytuł profesora nauk ekonomicznych.
Zawodowo przez wiele lat był związany z Uniwersytetem Warszawskim, na tej uczelni doszedł do stanowiska profesora zwyczajnego. Był prodziekanem (1987–1990) i dziekanem (1996–1999) Wydziału Nauk Ekonomicznych UW, dyrektorem Ośrodka Studiów Amerykańskich UW (1990–1992) i kierownikiem Katedry Ekonomii Politycznej (1996–2014). Wykładał również m.in. na Uniwersytecie w Białymstoku (na którym kierował Zakładem Przedsiębiorczości) oraz w Wyższej Szkole Komunikowania i Mediów Społecznych im. Jerzego Giedroycia w Warszawie. W 2002 roku został pracownikiem w Instytucie Rozwoju Wsi i Rolnictwa PAN, gdzie jako profesor zwyczajny kierował Zakładem Integracji Europejskiej do 2022 roku.
W pracy naukowej zajął się zagadnieniami z zakresu problematyki społeczno-ekonomicznej, w szczególności takimi jak: rozwój gospodarczy, ewolucja i transformacja systemów społeczno-ekonomicznych, instytucjonalne uwarunkowania rozwoju, ekonomiczna rola państwa i sektora publicznego, integracja europejska, ekonomia rolnictwa i rozwoju obszarów wiejskich oraz naukowe podstawy polityki.
Od 2004 członek korespondent, a od 2013 członek rzeczywisty Polskiej Akademii Nauk. Powoływany m.in. w skład Komitetu Nauk Ekonomicznych PAN, rady naukowej Polskiego Towarzystwa Ekonomicznego, zarządu Europejskiego Stowarzyszenia Ekonomistów Rolnych (EAAE), a także na przewodniczącego rady programowej czasopisma „Ekonomista”. Był członkiem Polskiego Towarzystwa Socjologicznego oraz przewodniczącym rady programowej Fundacji na Rzecz Rozwoju Polskiego Rolnictwa (FDPA). Był członkiem honorowym Stowarzyszenia Ekonomistów Rolnictwa i Agrobiznesu.
Opublikował niemal 400 pozycji: 12 książek autorskich, 42 książki pod redakcją, 71 artykułów naukowych, 139 rozdziałów w książkach, 21 recenzji, 27 artykułów popularno-naukowych, 2 tłumaczenia oraz 45 pozycji typu „varia”. Tematyka, którą poruszał dotyczyła spraw rolnych, głównie z zakresu dochodów ludności rolniczej, kwestii agrarnej [Współczesna kwestia agrarna (1986)], kolejno rolnictwa w kontekście europejskim: najpierw w perspektywie przystąpienia Polski do Unii Europejskiej [Problemy integracji rolnictwa polskiego z Unią Europejską (1994) - współredakcja oraz artykuł Rolnictwo polskie w perspektywie integracji europejskiej (1998)], a potem Polski jako członka UE [Integracja europejska jako projekt cywilizacyjny (2019) czy Unia Europejska – źródłem cennych korzyści ekonomicznych dla Polski (2019)]. Jego kolejną osią tematyczną zainteresowań były kwestie instytucjonalne [Instytucje i instytucjonalizm w ekonomii (1998) - współautorstwo z Maciejem Iwankiem, Instytucjonalne i kulturowe podstawy gospodarowania. Humanistyczna perspektywa ekonomii (2016)], problematyka jakości rządzenia [Jakość rządzenia w Polsce. Jak ją badać, monitorować i poprawiać? (2013) - redakcja] czy dobro uniwersytetów jako instytucji kształcących, w tym Polskiej Akademii Nauk [artykuł Jaka ma być misja uniwersytetu w warunkach przełomu cywilizacyjnego? (2015), artykuł: W poszukiwaniu godnego miejsca i znaczenia Polskiej Akademii Nauk (2014), rozdział: Znaczenie uniwersytetów w epoce postprawdy (2020)]. Na ostatnim etapie życia Jerzego Wilkina pojawiły się takie publikacje, jak: Czy ekonomia może być piękna? (2009), Czy ekonomistom potrzebna jest filozofia? (2010), Dlaczego ekonomia straciła duszę? (2014), Czy ekonomia jest nauką humanistyczną? (2015). Pełne zestawienie bibliograficzne profesora znajduje się w kwartalniku Wieś i Rolnictwo, w publikacji Marty Błąd pt. „Bibliografia publikacji Profesora Jerzego Wilkina (1947–2023)”.
Dedykowano mu wydaną w 2015 publikację Ekonomia jest piękna? Księga dedykowana Profesorowi Jerzemu Wilkinowi.
Został pochowany na cmentarzu Wojskowym na Powązkach w Warszawie (kwatera FV, rząd 1, grób 15).

## Życie prywatne
Syn Michała i Janiny. W 1971 zawarł związek małżeński z Marią, z którą miał dwoje dzieci: Aleksandrę i Piotra.

## Odznaczenia i wyróżnienia
- Krzyż Kawalerski Orderu Odrodzenia Polski (2011)[5][12][13]
- Złoty Krzyż Zasługi (2003)[14]
- Tytuł doktora honoris causa Uniwersytetu w Białymstoku (2011)[2][15], Szkoły Głównej Gospodarstwa Wiejskiego w Warszawie (2015)[1], Uniwersytetu Warmińsko-Mazurskiego w Olsztynie (2020)[16][17]
- Tytuł honorowego profesora Uniwersytetu Warmińsko-Mazurskim w Olsztynie (2010)[5]
- Medal Uniwersytetu Warszawskiego (2011)[5]
- Odznaka Honorowa „Za zasługi dla SGGW” (2011)[5]
- Tytuł EAAE Fellow przyznany przez Europejskie Stowarzyszenie Ekonomistów Rolnych (2014)[18]
- Nagroda PTE im. prof. Edwarda Lipińskiego za książkę Instytucjonalne i kulturowe podstawy gospodarowania. Humanistyczna perspektywa ekonomii (2017)[19][20]